# Phacelurus latifolius
Phacelurus latifolius är en gräsart som först beskrevs av Ernst Gottlieb von Steudel, och fick sitt nu gällande namn av Jisaburo Ohwi. Phacelurus latifolius ingår i släktet Phacelurus och familjen gräs. Inga underarter finns listade i Catalogue of Life.

## Bildgalleri

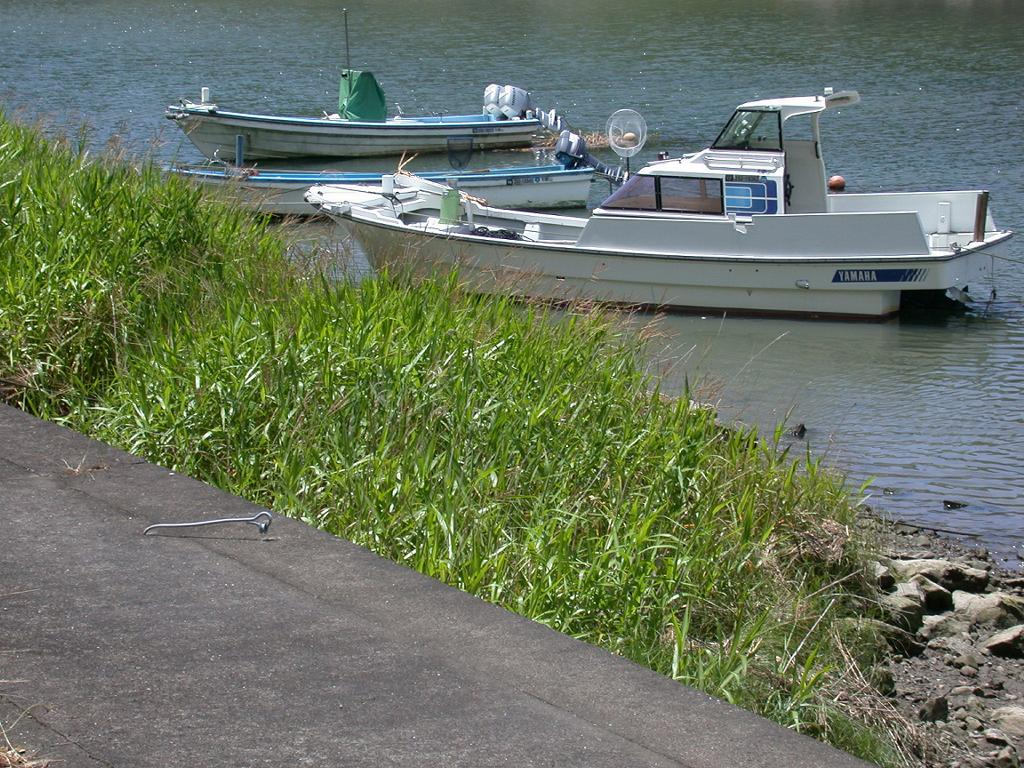